# Mauna Kea-observatorium

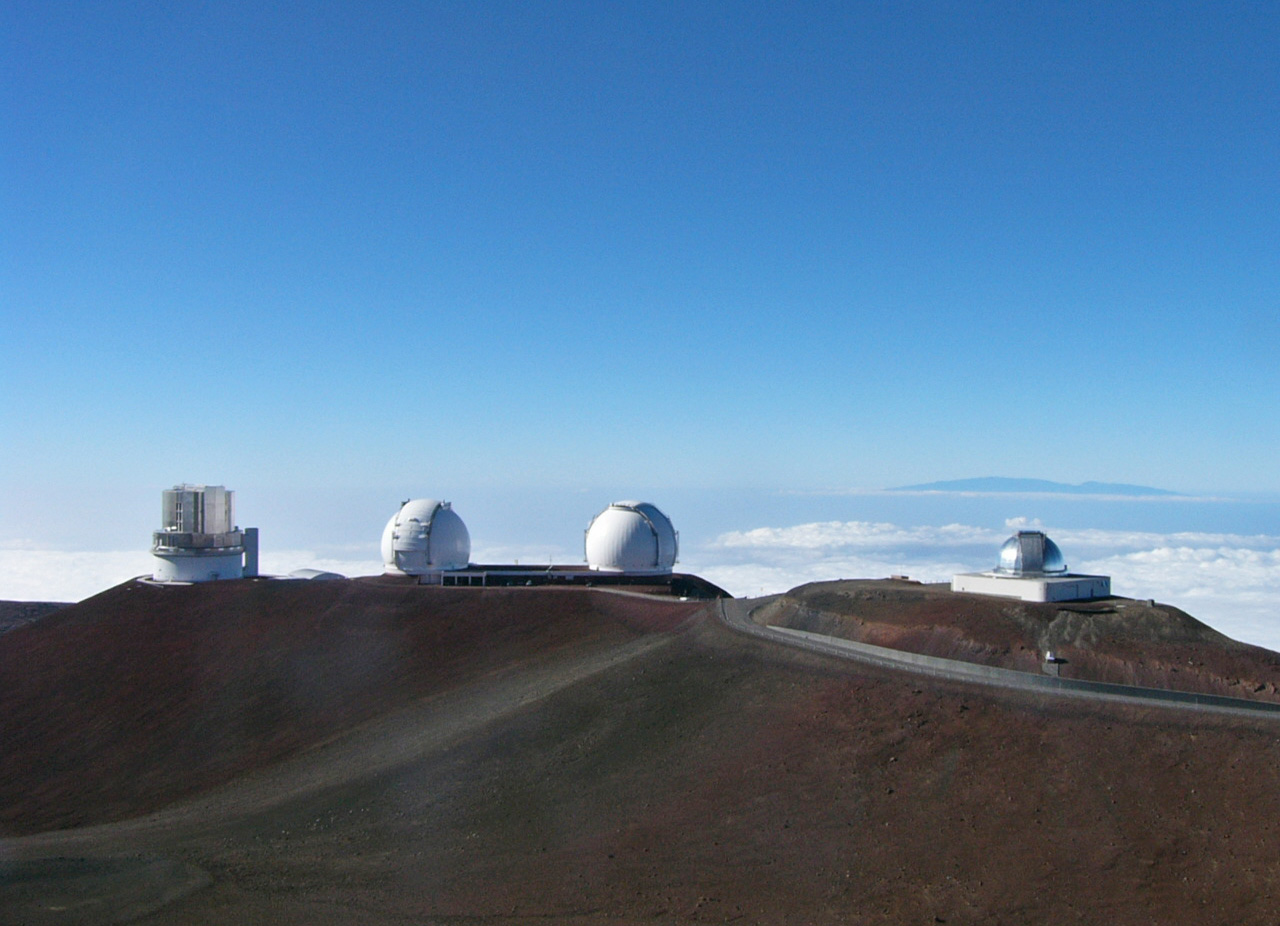
De Mauna Kea vanuit het noordwesten, met v.l.n.r. de koepels van de Subaru-telescoop, de beide Keck-telescopen en de IRTF

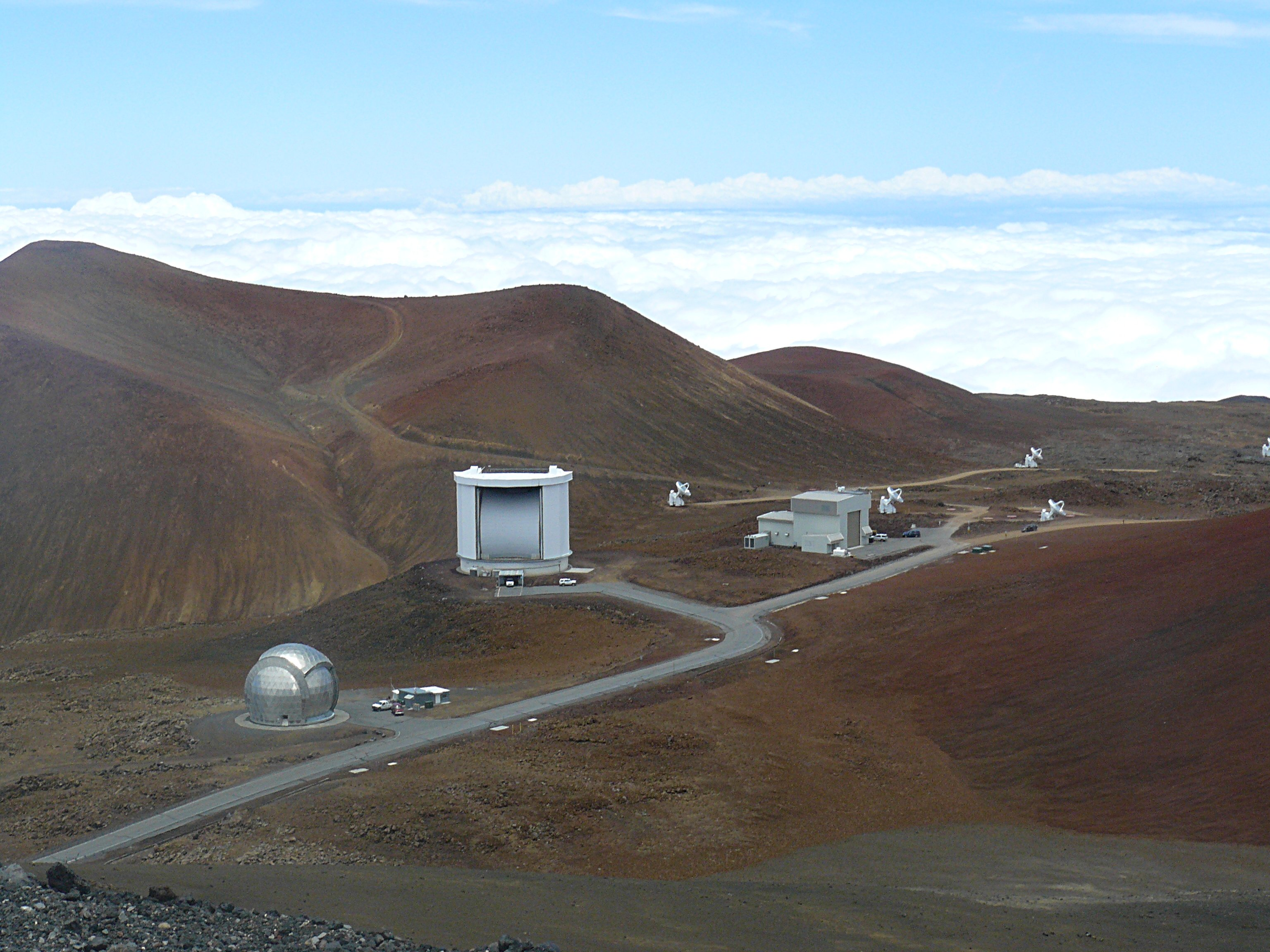
Aan de voet van Puʻu Poliʻahu, een van de kraters op Mauna Kea. Van links naar rechts: het Caltech Submillimeter Observatory, de James Clerk Maxwell Telescope, en vier van de antennas van het Submillimeter Array.

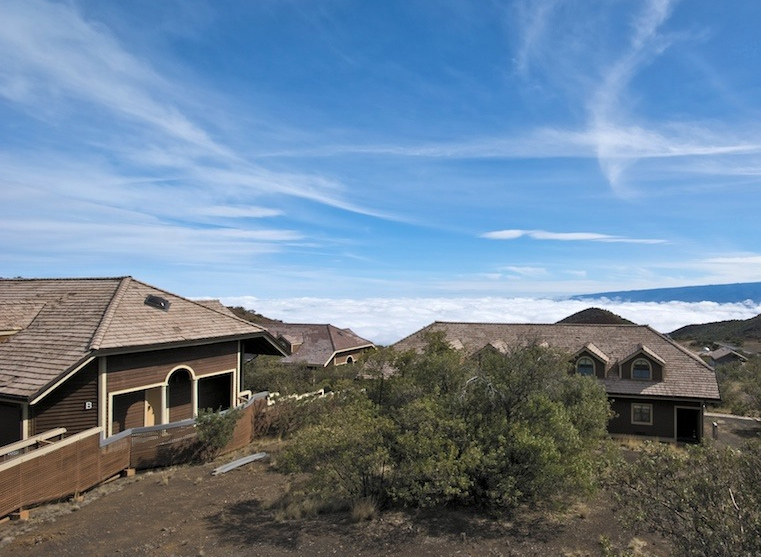
Op 2800m hoogte bevindt zich het Onizuka Center for International Astronomy (Hale Pohaku), waar astronomen overdag verblijven. Op de afbeelding de slaapgelegenheden.

Het Mauna Kea-observatorium is een stelsel van vlak bij elkaar gevestigde astronomische observatoria op de 4.200 m hoge piek van de slapende vulkaan Mauna Kea op Hawaï. Het is heden ten dage een van de belangrijkste observatoria ter wereld. Hoewel de telescopen op de Mauna Kea door verschillende universiteiten en andere instituten uit in totaal 11 verschillende landen worden geëxploiteerd, worden ze gezamenlijk het Mauna Kea-observatorium genoemd.
De locatie is bijzonder geschikt voor een observatorium, omdat op deze hoogte de lucht reeds zo ijl en extreem droog is (een vereiste voor infraroodastronomie), de top gewoonlijk boven de wolken (inversielaag) ligt (waardoor het aantal heldere nachten zeer groot is) en de lucht weinig turbulent is (weinig seeing) zodat astronomische opnames van hoge kwaliteit mogelijk zijn. De inheemse bewoners van Hawaii, Kanaka Maoli, gebruikten deze plek daarom al voor hun observaties van het heelal.
Tussen 1968 en 1999 werden in totaal negen spiegeltelescopen voor zichtbaar en infrarood licht in bedrijf genomen, waaronder de Gemini North-telescoop en de Subaru-telescoop, ieder met een hoofdspiegel van ca. 8 m, en de beide Keck-telescopen, die een uit een groot aantal zeshoekige segmenten bestaande hoofdspiegel van 10 m hebben en een tijdlang de grootste telescopen ter wereld waren, totdat in juli 2007 de Large Binocular Telescope in Arizona (VS) in gebruik werd genomen. Deze twee Keck-telescopen kunnen ook gezamenlijk worden gebruikt voor interferometrie.
Behalve optische telescopen bevinden zich hier ook drie telescopen voor het sub-millimeterbereik. De oudste is het Caltech Submillimeter Observatory (gesloten in 2015).
Nederland was tot 2014 voor 20% betrokken bij de James Clerk Maxwell Telescope. Het Sub-millimeter Array, bestaande uit acht antennes met een diameter van elk 6 m, is in 2002 in gebruik genomen. Tot slot herbergt het Mauna Kea-observatorium nog een radiotelescoop van 25 m diameter, die samen met negen andere radiotelescopen over de hele wereld (het Very Long Baseline Array) als radio-astronomische interferometer wordt gebruikt (een zogenaamde very long baseline interferometer).
In maart 2015 werden pogingen te beginnen met de bouw van de Thirty Meter Telescope voorkomen door tegenstanders van deze telescoop. Hetzelfde gebeurde in juli 2019 en daarna. Als de Thirty Meter Telescope gebouwd wordt, is men van plan (onder druk van de protesten) vijf bestaande  telescopen van de berg te verwijderen. 
Het terrein als geheel staat onder beheer van het Instituut voor Astronomie van de Universiteit van Hawaï, locatie Hilo.
In de herfst van 2017 zijn astronomen Michael E. Brown en Konstantin Batygin hier begonnen met hun zoektocht naar de door hun veronderstelde planeet negen.

## Overzicht telescopen
| Telescoop                                    | Diameter | Soort                        | Eigenaar                                                      | Sinds |
| -------------------------------------------- | -------- | ---------------------------- | ------------------------------------------------------------- | ----- |
| UH 2.2m                                      | 2,2 m    | Optisch/infrarood            | Universiteit van Hawaï                                        | 1970  |
| United Kingdom Infrared Telescope (UKIRT)    | 3,8 m    | Infrarood                    | Lockheed-Martin, NASA, Universiteit van Arizona               | 1979  |
| Infrared Telescope Facility (IRTF)           | 3,0 m    | Infrarood                    | NASA                                                          | 1979  |
| Canada-France-Hawaii Telescope (CFHT)        | 3,6 m    | Optisch/infrarood            | Canada, Frankrijk, Universiteit van Hawaï                     | 1979  |
| Caltech Submillimeter Observatory (CSO)      | 10,4 m   | Submillimeter                | Caltech, NSF                                                  | 1987  |
| James Clerk Maxwell Telescope (JCMT)         | 15 m     | Submillimeter, millimeter    | China, Japan, Taiwan, Zuid-Korea, Verenigd Koninkrijk, Canada | 1987  |
| Een antenne van het Very Long Baseline Array | 25 m     | Radio                        | NRAO, AUI, NSF                                                | 1992  |
| Keck I                                       | 10 m     | Optisch/infrarood            | Caltech, California Association for Research in Astronomy     | 1992  |
| Keck II                                      | 10 m     | Optisch/infrarood            | Caltech, California Association for Research in Astronomy     | 1996  |
| Subaru-telescoop                             | 8,2 m    | Optisch/infrarood            | NOAJ (Japan)                                                  | 1999  |
| Gemini-Noord                                 | 8,1 m    | Optisch/infrarood            | Verenigde Staten, Canada, Chili, Argentinië, Brazilië         | 1999  |
| Submillimeter Array (SMA)                    | 8 × 6 m  | Submillimeter-interferometer | Smithsonian Astrophysical Observatory, Taiwan                 | 2002  |
| Hoku Kea                                     | 0,9 m    | Optisch                      | Universiteit van Hawaï                                        | 2010  |

| Optische telescopen groter dan 4 meter                                                                                                  | Optische telescopen groter dan 4 meter | Optische telescopen groter dan 4 meter | Optische telescopen groter dan 4 meter                 | Optische telescopen groter dan 4 meter      | Optische telescopen groter dan 4 meter |
| Naam | Diameter (m)                           | Spiegel                                | Nationaliteit van de sponsors                          | Locatie                                     | In gebruik                             |
| --- | -------------------------------------- | -------------------------------------- | ------------------------------------------------------ | ------------------------------------------- | -------------------------------------- |
| A. "Extreem grote telescopen" (diameter > 20 m):                                                                                        |                                        |                                        |                                                        |                                             |                                        |
| Extremely Large Telescope (ELT) | 39,3                                   | 798 segm. à 1,45 m                     | ESO-landen                                             | Cerro Armazones, Chili                      | gepland ca. 2027                       |
| Thirty Meter Telescope (TMT) | 30                                     | 492 segm. à 1,4 m                      | VS, Canada, Japan, China                               | Mauna Kea-observatorium, Hawaï              | gepland ?                              |
| Giant Magellan Telescope (GMT) | 24,5                                   | 7 spiegels à 8,4 m                     | VS, Australië, Korea                                   | Las Campanas-observatorium, Chili           | gepland ca. 2030                       |
| B. Overige telescopen groter dan 4 meter:                                                                                               |                                        |                                        |                                                        |                                             |                                        |
| Very Large Telescope 1 t/m 4 | 4 × 8,2 = 32,8                         | 4 × enkel                              | ESO-landen + Chili                                     | Paranal-observatorium, Chili                | 1998-2001                              |
| Keck-telescopen I en II | 2 × 10 = 20                            | gesegmenteerd                          | VS                                                     | Mauna Kea-observatorium, Hawaï              | 1993, 1996                             |
| Large Binocular Telescope (LBT) | 2 × 8,4 = 11,8                         | 2 × enkel                              | VS, Italië, Duitsland                                  | Mount Graham Int.-obs., Arizona             | 2007                                   |
| Gran Telescopio Canarias (GTC) | 10,4                                   | gesegmenteerd                          | Spanje, Mexico, VS                                     | Obs. R. de los Muchachos, Can. Eil.         | 2006                                   |
| Southern African Large Telescope (SALT)                                                                                                 | 9,5                                    | gesegmenteerd                          | Zd.-Afrika, VS, VK, Duitsland, Polen, Nw.-Zeeland      | South African Astron. Obs., Zd.-Afrika      | 2005                                   |
| Hobby-Eberly-telescoop (HET) | 9,2                                    | gesegmenteerd                          | VS, Duitsland                                          | McDonald-observatorium, Texas               | 1997                                   |
| Subaru-telescoop (JNLT) | 8,3                                    | enkel                                  | Japan                                                  | Mauna Kea-observatorium, Hawaï              | 1999                                   |
| Gemini North | 8,1                                    | enkel                                  | VS, VK, Canada, Chili, Australië, Argentinië, Brazilië | Mauna Kea-observatorium, Hawaï              | 1999                                   |
| Gemini South | 8,1                                    | enkel                                  | VS, VK, Canada, Chili, Australië, Argentinië, Brazilië | Cerro Pachón, Chili                         | 2001                                   |
| Atacama-obs. v.d. Univ. van Tokio (TAO)                                                                                                 | 6,5                                    | enkel                                  | Japan                                                  | Cerro Chajnantor, Chili                     | 2011?                                  |
| Multiple/Magnum Mirror Telescope (MMT)                                                                                                  | 6,5                                    | enkel                                  | VS                                                     | Fred L. Whipple Obs., Arizona               | 1987, 2002                             |
| Magellan-1 (‘W. Baade’) en -2 (‘L. Clay’)                                                                                               | 6,5                                    | enkel                                  | VS                                                     | Las Campanas-observatorium, Chili           | 2000, 2002                             |
| Bolshoi Teleskop Alt-azimutalnyi (BTA-6)                                                                                                | 6                                      | enkel                                  | Rusland                                                | Zelentsjoekskaja, Karatsjaj-Tsjerk. (Rusl.) | 1976                                   |
| Large Zenith Telescope (LZT) | 6                                      | vloeibaar                              | Canada, Frankrijk                                      | M. Knapp Research Forest, Brits-Columbia    | 2003                                   |
| Haletelescoop | 5                                      | enkel                                  | VS                                                     | Palomar-observatorium, Californië           | 1948                                   |
| William Herschel-telescoop | 4,2                                    | enkel                                  | VK, Nederland, Spanje                                  | Obs. R. de los Muchachos, Can. Eil.         | 1987                                   |
| Southern Astrophys. Res. Telescope (SOAR)                                                                                               | 4,1                                    | enkel                                  | VS, Brazilië                                           | Cerro Pachón, Chili                         | 2002                                   |
| Niet opgenomen zijn telescopen die nog overwogen worden (zoals de Overwhelmingly Large Telescope (OWL), voorlopig opgeschort, zie ESO). |                                        |                                        |                                                        |                                             |                                        |